# Daan van Haarlem
Daan van Haarlem (ur. 15 marca 1989 w Doetinchem) – holenderski siatkarz, grający na pozycji rozgrywającego, reprezentant Holandii. Obecnie występuje w czeskiej Extralidze, w drużynie Volejbalový klub Kladno.

## Sukcesy klubowe
Mistrzostwo Holandii:
- 2012
- 2010

Superpuchar Holandii:
- 2011

Puchar Holandii:
- 2013

Puchar Czech:
- 2017

Mistrzostwo Czech:
- 2017